# Tripanosomiaze
Tripanosomiaze constituie un grup de maladii parazitare produse de protozoarele  din Familia Trypanosomidae .

## Agent patogen
Familia Trypanosomidae cuprinde 2 specii patogene : T. gambiense si T. rhodesiense . Genul aparține Ordinului Kinetoplastida . Ordinul Kinetoplastida cuprinde specii libere, ecto și endoparazite, cu unul sau mai mulți flageli. Include mai multe familii, cele mai cunoscute fiind bodonidele și tripanosomidele. Boala transmisă de ele se numește encefalită letargică sau boala somnului .
Reprezentanții acestui ordin prezintă un kinetoplast ( kinetosom ), pe care unii l-au pierdut în evoluție . Speciile care afectează omul au kinetlopast . Cele două specii de Trypanosoma africană se transmit prin intermediul vectorilor : T. gambiense prin intermediul dipterului Glosina palparis ( o muscă ) și T. rhodesiense are ca vector Glosina morsitans (musca ȚeȚe ).

## Morfologia agentului patogen
Reprezentanții Ordinului Kinetoplastida  au o formă efilată , ascuțită , de sfredel (de unde și denumirea grupului ( de la gr. trypanon) iar între flagel și celulă se formează o membrană ondulantă care permite parazitului să se deplaseze în sânge sau alte lichide ale corpului. În ciclul de dezvoltare intervine de cele mai multe o insectă hemetofagă vectoare. În ciclul de dezvoltare se disting mai multe forme: metatripanosoma, formele leishmania, formele crithidia. 

## Transmitere
Infestarea se produce prin pătrunderea în sângele gazdei a tripanosomei metaciclice sau metatripanosoma .  Metatripanosoma  este o formă de talie mare , 15 - 21 microni ,  caracterizată prin prezența unei membrane ondulante care se întinde pe circa trei pătrimi din lungimea celulei. Pătrunzând în celulele diferitelor organe (ganglionii limfatici , splina , celule glandulare , conjunctive , fibre musculare ), tripanosoma metaciclică se transformă în forma leishmania .
În acest stadiu metatripanosoma are o  forma sferică , membrana ondulantă absentă și flagelul aproape dispărut , dimensiuni reduse (2 - 3 microni la T. cruzi și 16-31 microni la T. gambiense) . In celulele parazitate, formele leishmania se divid de mai multe ori. In final, celulele parazitate plesnesc punând parazitul în libertate , care ajunge în sânge , unde se transformă din nou în tripanosoma metaciclică, care va infesta alte organe , ciclul continuând în acest fel .
În tubul digestiv al insectei hematofage leishmaniile se divid de un număr de ori prin diviziune binară , după care migrează în glandele salivare ale insectei unde se transformă în forme critidia . Acestea au corpul alungit, flagel prezent și membrana ondulantă scurtă . Critidiile suferă la rândul lor un număr de diviziuni binare după care se transformă în tripanosome metaciclice.

## Tablou clinic
Incubația are loc în 1- 2 săptămâni . Boala are 2 faze , una conjunctivolimfatico sanguină și o fază neuro meningee . Inițial apare  la locul de inoculare un sancru tripanosomic ca un furuncul la 5 zile de la ințepatura parazitului , nedureros la palpare sau presiune , de culoare roz și care persistă.
Apoi are loc inflamarea ganglionilor limfatici și invadarea vaselor de sânge . Uneori evoluția bolii este lentă (chiar si 2-3 ani).  Ulterior boala evoluează spre o stare generală de rău , curbatură , dureri viscerale , articulare , edeme faciale , accese febrile însoțite de eritreme pruriginoase care determina grataj violent . Ganglionii limfatici sunt tumefiați , nedureroși , apare semnul Winterbottom ( ceafa groasă ). Ganglionii inflamați sunt cei auriculari , epicohleari axilari . Apar tulburări digestive ,  greață , vărsături ,  constipație , splina și ficatul sunt hipertrofiate , tahicardii , slăbiciune musculară , astenie , tulburări neurologice ( amețeli, cefalee ) , afectare SNC , cresc serumalbuminele (în urină este depășit numărul normal de  albumine ).
Faza neuromeningee apare după 6 luni în cazul infestării cu T. rhodesiense sau după ani în cazul infestării cu T. gambiense . Parazitul pătrunde în spațiile subarahnoidiene ducând la meningoencefalita sau meningomielita , duramater adera la craniu în anumite puncte, piamater e ingroșată , devine injectată și adera în anumite puncte la creier , cefalee atroce , tulburări psihice , se accentuează vechiul prurit , bolnavul e somnolent ziua ,  are halucinații , se instaleaza bronhopneumonia și miocardita gravă.